# Superfície de Macbeath
Na teoria da superfície de Riemann e na geometria hiperbólica, a superfície de Macbeath, também chamada curva de Macbeath ou curva de Fricke-Macbeath, é a superfície do gênero 7 de Hurwitz.
O grupo automorfismo da superfície Macbeath é o grupo simples PSL (2,8), constituído por 504 simetrias.

## Construção de grupo de triângulo
O grupo Fuchsiano da superfície pode ser construído como o principal subgrupo de congruência do grupo do triângulo (2,3,7) em uma torre adequada dos subgrupos de congruência principal. Nesse caso, as opções de álgebra de quaternário e ordem de quaternário de Hurwitz são descritas na página de grupo do triângulo. Escolhendo o ideal {\displaystyle \langle 2\rangle } no anel de números inteiros, o subgrupo correspondente de congruência principal define essa superfície do gênero 7. Sua sístole é de cerca de 5,796, e o número de alças sistólicas é 126, de acordo com os cálculos de R. Vogeler.

## Nota histórica
Esta superfície foi originalmente descoberta por Robert Fricke (1899), mas nomeada posteriormente por Alexander Murray Macbeath devido à sua posterior redescoberta independente da mesma curva. Elkies escreve que a equivalência entre as curvas estudadas por Fricke e Macbeath "pode primeiro ter sido observada por Serre em uma carta de 24.vii.1990 a Abhyankar ".